# Lepidagathis dahomensis
Lepidagathis dahomensis är en akantusväxtart som beskrevs av Raymond Benoist. Lepidagathis dahomensis ingår i släktet Lepidagathis och familjen akantusväxter. Inga underarter finns listade i Catalogue of Life.